# Vol Widerøe 839
Le crash du vol Widerøe 839 (WF839), également connu sous le nom d'accident de Værøy (Værøy-ulykken), implique un De Havilland Canada DHC-6 Twin Otter qui s'est écrasé le 12 avril 1990 à 14 h 44, quelques instants après son décollage de l'aéroport de Værøy (en), situé dans la municipalité de Værøy, dans les îles Lofoten, en Norvège, causant la mort des cinq passagers et membres d'équipage à bord.
La cause principale de cet accident est la présence de vent violent sur cet aéroport, qui dépassaient alors la tolérance de la structure de l'avion, provoquant la rupture de la queue de l'avion en vol et conduisant à une perte de contrôle catastrophique. L'avion s'est finalement écrasé dans la mer et des recherches ont été menées pendant plusieurs jours pour localiser l'épave.
Des vents violents et irréguliers avaient déjà affecté la régularité des vols sur cet aéroport et, avant le décollage du vol 839, des vents atteignant jusqu'à 57 nœuds (106 km/h) avaient été enregistrés.

## Contexte

### Avion
L'appareil impliqué est un De Havilland Canada DHC-6-300 Twin Otter. Immatriculé LN-BNS (numéro de série 536), ce bi-turbopropulseur a été livré neuf à Widerøe le 27 avril 1977. Il était assuré auprès de Norsk Flyforsikringspool (en). Au moment de l'accident, il a effectué un total de 58 709 cycles (décollage/atterrissage), soit 27 304 heures de vol.

### Passagers et équipage
Le commandant de bord, Idar Nils Persen (40 ans), a été embauché par Widerøe, en tant que copilote, en décembre 1982 et promu commandant de bord en février 1989. Il totalise près de 5 500 heures de vol, dont près de 1 300 heures comme commandant de bord.
Le copilote, Arnt Vidar Grønneflåta (31 ans), a été embauché par la compagnie aérienne en juin 1989 et cumule 1 370 heures de vol, dont 350 heure comme commandant de bord. Avant d'entrer en service au sein de la compagnie, il était instructeur de vol depuis avril 1988.
Les trois passagers présents à bord étaient Stig Myrvoll (25 ans), Frank Bakkeli (27 ans) et Runa Dagny Søraa (23 ans).

## Accident
Le vol 839 était un vol régulier reliant l'aéroport de Værøy (en) à l'aéroport de Bodø. L'avion a quitté Bodø à 13 h 36, sous le numéro de vol WF838, à destination de l'aérodrome de Røst, où il y a atterri à 14 h 04. Il a ensuite continué vers Værøy, en tant que vol 839, quittant Røst à 14 h 14. Pendant ce vol, l'équipage a reçu des informations indiquant que le vent à l'extrémité est de la piste venait du 270°, et que sa vitesse variait alors de 18 à 26 nœuds (33 à 48 km/h).
Lorsque le Twin Otter a atterri à 14 h 30, la tour de contrôle a indiqué que le vent venait toujours du 270° et soufflait au maximum à 23 nœuds (43 km/h). Une fois à l'aéroport, trois passagers ont débarqué, deux passagers ont embarqué et l'avion a été ravitaillé en carburant. Un autre passager était également en transit de Røst à Bodø, ce qui porte le nombre total de passagers à trois, plus les deux pilotes. La masse au décollage était de 4 548,5 kg (10 028 livres (lb)), dont 640 kg (1 410 lb) de carburant. L'avion a ensuite roulé jusqu'à la piste 25.
Lors du briefing pré-vol, le commandant de bord a décidé de ne pas suivre la procédure standard et d'effectuer une montée en direction du 320°, au lieu du 280° recommandé par la compagnie aérienne. Le vitesse maximale du vent mesuré a été enregistré à 57 nœuds (106 km/h) pendant que l'avion était stationné sur le tarmac. L'équipage a demandé l'autorisation de décollage à 14 h 42 ; celle-ci lui a été accordée, et le contrôle aérien a indiqué que le vent à l'extrémité ouest soufflait entre 210° et 290°, et que sa vitesse variait alors de 18 à 34 nœuds (33 à 63 km/h). Le vent provenant de l'est n'a pas été communiqué aux pilotes, mais venait du 270°, variant de 20 à 40 nœuds (37 à 74 km/h).
Le décollage a débuté quelques seconde plus tard et le Twin Otter a décollé après avoir parcouru plus de la moitié de la piste. Des témoins ont décrit une montée rapide de l'avion après le décollage, avant de commencer à descendre, puis de remonter rapidement. Il est ensuite entré dans les nuages à l'ouest de l'aéroport. Pendant la montée, le commandant de bord a voulu maintenir les volets déployés à 10°, contrairement à la procédure standard qui impliquait de les rentrer.
À 14 h 43, un cliquetis a été enregistré sur l'enregistreur phonique (CVR) ; trente-cinq secondes plus tard, des bruits d'hélices désynchronisées ont été enregistrés. Le copilote a indiqué que l'appareil était en difficulté. Huit secondes plus tard, le CVR a cessé d'enregistrer. La tour de contrôle de l'aéroport a enregistré un signal de détresse qui a duré quatre secondes, suivi d'une forte détonation. L'avion a ensuite été appelé à plusieurs reprises par radio. À 14 h 50, le centre de contrôle aérien de Bodø a été contacté.
Le centre de coordination de sauvetage conjoint du nord de la Norvège (en) a dépêché deux hélicoptères et deux navires dans la zone, mais un hélicoptère et un navire ont dû faire demi-tour en raison du mauvais temps. À 16 h 45, plusieurs parties de l'avion ont été retrouvées à 6,5 km au nord-ouest de l'aéroport de Værøy. Après l'amélioration des conditions météorologiques, un navire de sauvetage, quatre bateaux de pêche et un Westland WS-61 Sea King ont été utilisés pour retrouver l'avion. Le lendemain, douze navires et deux hélicoptères ont été utilisés, et plusieurs parties de l'épave ont été retrouvées. Cela a permis à l'équipe de recherche d'envoyer des plongeurs pour rechercher l'épave. Cette dernière a été retrouvée le 15 avril, à 7 500 pieds (2 300 m) de l'aéroport. Environ 80% de l'épave a été retrouvée dans une zone de 300 m de long sur 400 m de large, à une profondeur d'environ 10 m sous la mer. Tous les occupants de l'appareil sont morts immédiatement après l'impact, mais le corps du commandant Persen n'a jamais été retrouvé.

## Enquête

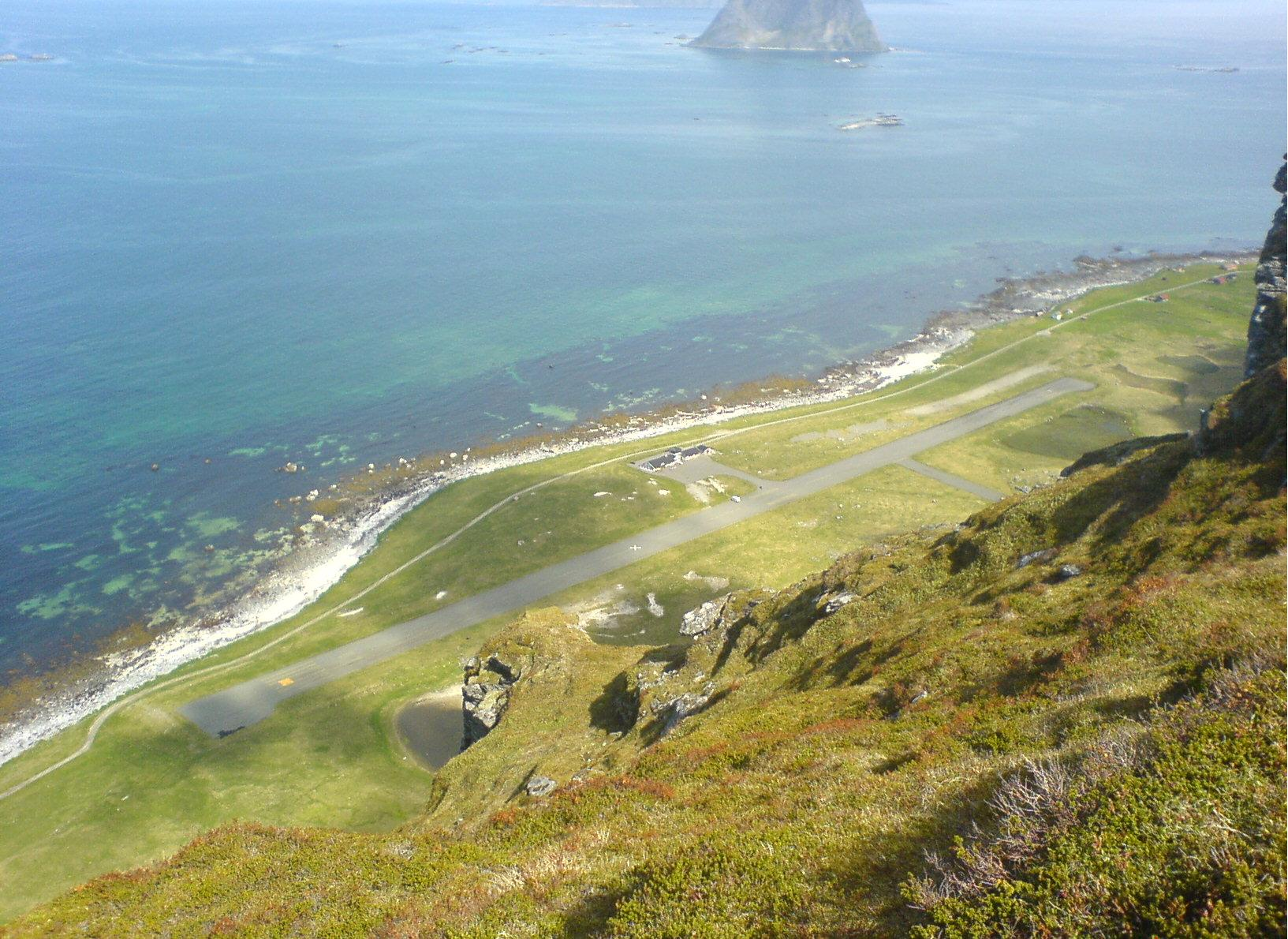
L', qui a été fermé à la suite de l'accident du vol 839.

La piste de l'aéroport de Værøy (en), orientée est-ouest, était parallèle à une montagne d'environ 1 600 pieds (500 m) située au sud de l'aéroport. Avant sa construction, Widerøe avait effectué plusieurs vols d'essai dans la région, qui s'étaient toutes soldés dans des conditions de vent inacceptables, en particulier au sud de l'aéroport au-dessus de la montagne. À partir du 31 octobre 1988, la compagnie aérienne a introduit des restrictions auto-imposées pour l'atterrissage à Værøy. Les avions n'étaient pas autorisés à atterrir ou à décoller si le vent venait du 090°–240° (en direction du sud) et si la vitesse du vent dépassait 20 nœuds (37 km/h), y compris en cas de rafales. Des restrictions supplémentaires ont été introduites à la suite d'un incident survenu le 18 janvier 1989 ; elles ont de nouveau été modifiées le 1er novembre de cette année.
Le vol 839 a décollé dans les limites autorisées par ces restrictions. Cependant, les Twin Otters ne devaient pas rouler au sol en cas de vent supérieur à 50 nœuds (93 km/h), et comme l'avion a commencé à rouler après un rapport faisant état de vents soufflants à 57 nœuds (106 km/h), il s'agissait d'une violation de cette procédure de décollage. Le vent a également changé de direction immédiatement après le décollage.
L'avion n'avait connu aucune défaillance mécanique ou technique avant le jour de l'accident. Les turbulences et le cisaillement de vent ont provoqué la rupture de la gouverne de direction, de l'empennage horizontal ou des deux. Cette défaillance structurelle, qui a été causée par des vents violents agissant de part et d'autre de la cellule de l'avion, du fait des vents changeants de direction, à provoqué le crash de l'avion. Sur les 63 secondes écoulées entre le décollage et l'impact avec la mer, l'avion est resté sous contrôle pendant les 55 premières secondes ; l'équipage n'a perdu le contrôle de l'avion que pendant les 8 dernières secondes.

## Rapport final
Le Statens havarikommisjon for transport (SHT) a déclaré dans son rapport final, publié en 1991, que l'équipage n'aurait pas dû atterrir avec les vents signalés et qu'il n'aurait surement pas dû décoller ce jour-là. Cependant, comme le vent venait de l'ouest, ce qui, selon les pilotes, causait moins de problèmes que s'il venait d'une autre direction, il est possible qu'ils aient décidé d'ignorer le vent dépassant les valeurs autorisées. Le SHT a notamment critiqué le choix de décoller avec un vent soufflant à 57 nœuds (106 km/h), soit 7 nœuds (13 km/h) au-dessus de la vitesse de vent autorisée pour les opérations au sol et bien au-dessus des valeurs autorisés pour le décollage depuis cet aéroport.
Les enquêteurs ont fait remarquer que, bien qu'il soit courant d'annuler des vols à destination de Værøy, aucun autre vol n'avait été annulé après l'atterrissage, mais plutôt avant. Ils ont ajouté que comme le vol 839 étant le dernier vol avant Pâques, cela a pu influencer le sens du devoir des pilotes envers le transport des passagers à destination. Cette situation a pu être aggravée par la très faible régularité du trafic aérien à Værøy.
Le SHT a également fait remarquer que les pilotes ne faisaient pas confiance aux données de vent qu'ils recevaient, car elles étaient souvent erronées et que le vent pouvait varier considérablement sur l'aéroport, en termes de vitesse et de direction. Pendant que l'avion était au sol, il pleuvait. La plupart des pilotes décollant à Værøy constataient souvent que la météo s'améliorait entre deux averses, et certains signes indiquent que le commandant de bord souhaitait décoller avant la prochaine averse.

## Conséquences
À la suite de cette catastrophe aérienne, l'aéroport, qui a été ouvert le 1er juillet 1986 dans le cadre du réseau d'aéroports régionaux du nord de la Norvège, a été définitivement fermé en 1992, car jugé comme étant « clairement inadapté au trafic régulier », et remplacé trois ans plus tard par l'héliport de Værøy (en), situé plus au sud de l'île.
Trois ans après l'accident, une nouvelle enquête a été menée, après qu'un ingénieur aéronautique britannique, Hugh Tyrer, a déclaré que la cause probable de l'accident pouvait être la fatigue au niveau du mécanisme de la gouverne de profondeur. Le rapport de la deuxième enquête, publié le 23 mars 1995, est arrivée à la même conclusion que la première, et toutes les parties impliquées ont depuis confirmé les causes indiquées dans le rapport initial.